# Nuoto ai Giochi della VII Olimpiade - 1500 metri stile libero maschili
La gara dei 1500 metri stile libero maschili dei Giochi di Anversa 1920 si svolse dal 22 al 25 agosto con la partecipazione di 22 nuotatori di 12 diverse nazioni.
L'oro andò allo statunitense Norman Ross, primo davanti al canadese George Vernot e all'australiano Frank Beaurepaire.

## Primo turno
- Batteria 1

| Pos. | Atleta                   | Nazione       | Tempo   | Note |
| ---- | ------------------------ | ------------- | ------- | ---- |
| 1    | George Vernot            | Canada        | 23'40"0 | Q    |
| 2    | Eugene Bolden            | Stati Uniti   | 23'41"2 | Q    |
| 3    | Arne Borg                | Svezia        | 23'54"4 | Q    |
| -    | Henry Taylor             | Gran Bretagna | -       | DNF  |
| -    | René Italo Ricolfi Doria | Svizzera      | -       | DNF  |

- Batteria 2

| Pos. | Atleta              | Nazione        | Tempo   | Note |
| ---- | ------------------- | -------------- | ------- | ---- |
| 1    | Ludy Langer         | Stati Uniti    | 24'28"8 | Q    |
| 2    | Percy Peter         | Gran Bretagna  | 24'39"4 | Q    |
| 3    | Cor Zegger          | Paesi Bassi    | 24'58"0 |      |
| 4    | Antonio Quarantotto | Italia         | ?       |      |
| 5    | Alois Hrašek        | Cecoslovacchia | ?       |      |

- Batteria 3

| Pos. | Atleta         | Nazione        | Tempo   | Note |
| ---- | -------------- | -------------- | ------- | ---- |
| 1    | Harold Annison | Gran Bretagna  | 24'28"2 | Q    |
| 2    | George Hodgson | Canada         | 24'36"6 | Q    |
| 3    | Gilio Bisagno  | Italia         | 25'18"0 |      |
| 4    | Hans Drexler   | Svizzera       | ?       |      |
| 5    | Emanuel Prüll  | Cecoslovacchia | ?       |      |

- Batteria 4

| Pos. | Atleta           | Nazione     | Tempo   | Note |
| ---- | ---------------- | ----------- | ------- | ---- |
| 1    | Norman Ross      | Stati Uniti | 24'08"2 | Q    |
| 2    | Paul de Backer   | Belgio      | 26'46"4 | Q    |
| 3    | Frans Möller     | Svezia      | 27'42"0 |      |
| 4    | Joaquín Cuadrada | Spagna      | ?       |      |

- Batteria 5

| Pos. | Atleta            | Nazione       | Tempo   | Note |
| ---- | ----------------- | ------------- | ------- | ---- |
| 1    | Frank Beaurepaire | Australia     | 22'55"0 | Q    |
| 2    | Fred Kahele       | Stati Uniti   | 23'41"6 | Q    |
| 3    | Jack Hatfield     | Gran Bretagna | 23'56"6 |      |
| -    | Pierre Lavraie    | Francia       | -       | DNF  |

## Semifinali
- Batteria 1

| Pos. | Atleta         | Nazione     | Tempo   | Note |
| ---- | -------------- | ----------- | ------- | ---- |
| 1    | Norman Ross    | Stati Uniti | 23'12"0 | Q    |
| 2    | Fred Kahele    | Stati Uniti | 23'23"0 | Q    |
| 3    | Eugene Bolden  | Stati Uniti | 23'26"4 | Q    |
| 4    | Arne Borg      | Svezia      | ?       |      |
| 5    | George Hodgson | Canada      | ?       |      |

- Batteria 2

| Pos. | Atleta            | Nazione       | Tempo   | Note |
| ---- | ----------------- | ------------- | ------- | ---- |
| 1    | George Vernot     | Canada        | 22'59"4 | Q    |
| 2    | Frank Beaurepaire | Australia     | 23'02"2 | Q    |
| 3    | Harold Annison    | Gran Bretagna | 23'51"4 |      |
| 4    | Ludy Langer       | Stati Uniti   | ?       |      |
| 5    | Percy Peter       | Gran Bretagna | ?       |      |
| 6    | Paul de Backer    | Belgio        | ?       |      |

## Finale
| Pos.    | Atleta            | Nazione     | Tempo   | Note |
| ------- | ----------------- | ----------- | ------- | ---- |
| Oro     | Norman Ross       | Stati Uniti | 22'23"2 |      |
| Argento | George Vernot     | Canada      | 22'36"4 |      |
| Bronzo  | Frank Beaurepaire | Australia   | 23'04"0 |      |
| 4       | Fred Kahele       | Stati Uniti | 23'59"1 |      |
| 5       | Eugene Bolden     | Stati Uniti | 24'04"3 |      |